# Туркоан
 Тази статия е за града във Франция.  За местния волейболен отбор вижте Туркоан (отбор).  
Туркоа̀н (на френски: Tourcoing; на нидерландски: Toerkonje, Турконе) е град в Северна Франция, департамент Нор на регион О дьо Франс, предградие на Лил. Разположен е на река Еско, на 11 км. североизточно от Лил и на 3 км. югозападно от границата с Белгия. Населението му е 92 357 души по данни от преброяването през 2006 г.

## Личности
Родени
- Брижит Фосе (р. 1946), френска киноактриса